# Hub (Kempten)
Hub ist ein ehemaliger Weiler der Stadt Kempten (Allgäu), der in einem Gewerbegebiet östlich der Bundesautobahn 7 aufging.

## Geschichte
1453 wurde ein „ze der Hub“ erwähnt. 1525 wurde das Steuerrecht und die Niedergerichtsbarkeit vom Fürststift auf die Reichsstadt Kempten übertragen.
Im Jahr 1544 wurde im Kemptener Bürgerbuch ein neuer Bürger der Stadt verzeichnet, der als Waffenschmied an der Hub arbeitete. 1803 besaß das Spital Kempten zwei Holzmarken und ein Lehengut in der Hub. Im Jahr 1819, also ein Jahr nach der Bildung der Ruralgemeinde Sankt Mang, bestand Hub aus 5 Anwesen mit 25 Bewohnern. Hub gehörte damals zur Hauptmannschaft Leubas. 1900 gab es in Hub sieben Anwesen mit 31 Bewohnern.
Im Jahr 1954 lebten im Weiler Hub 51 Personen. 1972 wurde Hub als Ortsteil der Gemeinde Sankt Mang nach Kempten umgegliedert.